# System 7
System 7 è un sistema operativo sviluppato da Apple Computer per i computer della famiglia Macintosh

## Introduzione
System 7 (conosciuto anche con il nome in codice di "Big Bang", nome che rifletteva i considerevoli cambiamenti apportati al sistema operativo) è il termine utilizzato per riferirci alle sue varie versioni, la versione precedente veniva normalmente chiamata "Sistema" o "System 6". Il nome si riferisce alla versione del sistema operativo dato che il System 7 era la settima revisione e venne utilizzata fino a quando Apple non decise di utilizzare il nome Mac OS per identificare i suoi sistemi operativi.
System 7.0 venne distribuito per i computer Apple Macintosh il 13 maggio 1991 ed offriva molti miglioramenti e molte aggiunte rispetto alla versione precedente del System.

## Caratteristiche
Comparando il System 6.x e le versioni precedenti con il System 7 questo offriva:
- Multitasking cooperativo integrato nel sistema. Precedentemente questa funzionalità era disponibile tramite il MultiFinder nel System 6 e nelle versioni precedenti non era disponibile. Dato che più applicazioni possono funzionare contemporaneamente gli Accessori da scrivania sono sconsigliati da Apple, sebbene il sistema operativo li supporti, per problemi di compatibilità.
- Il Pannello di Controllo è stato suddiviso in un Pannello di Controllo che dà accesso a diversi sottopannelli in modo da poter suddividere le varie opzioni a seconda della loro appartenenza funzionale.
- Aggiunto il supporto degli Alias. Gli Alias sono dei file che in realtà sono solo dei puntatori che attivano altri file. Sono stati introdotti per permettere agli utenti di creare delle copie in posti "comodi" di programmi o file senza doverli fisicamente copiare.
- AppleScript. Viene inserita una intera struttura nel sistema operativo per consentire agli utenti di realizzare piccoli programmi per automatizzare le operazioni più comuni. È presente anche nel macOS
- QuickDraw a 32 bit. Supporto per i colori a 32 bit (immagini a milioni di colori) incluso nel sistema. Prima era disponibile come estensione.
- Pubblica e Sottoscrivi. Questa caratteristica consente a una applicazione di "pubblicare" dei dati e ad un'altra applicazione di "Sottoscriverli" in modo che quando l'applicazione di partenza provvede a aggiornare i dati quella di destinazione vede i dati aggiornarsi dinamicamente. Questa opportunità non era molto popolare, solo poche applicazioni l'hanno utilizzata. Questo per via di API macchinose e di uno scarso interesse da parte degli utenti.
- Una nuova interfaccia a colori molto gradevole, e completamente compatibile con le vecchie macchine. Infatti le macchine in bianco e nero continuavano a utilizzare la solita interfaccia senza nessun peggioramento.
- Nuove API per il gestore dei suoni. Le nuove API rimpiazzavano le vecchie scritte male e troppo legate alle singole schede sonore.
- System 7 inizia la transizione verso la gestione della memoria a 32 bit. I precedenti sistemi gestivano la memoria a 24 bit e quindi erano in grado di gestire al massimo 8 MByte di RAM. La transizione coinvolge moltissime procedure fondamentali del sistema operativo che devono essere adattate per sopportare l'indirizzamento a 32 bit. Il precedente sistema operativo utilizzava gli 8 bit avanzati dalla gestione a 24 bit come selettori per delle sue informazioni. Il cambiamento di gestione prese il nome di "32 bit clean" (32 bit completi). Quando il System 7 utilizzava questa modalità molte applicazioni non funzionavano e la transizione verso la nuova gestione richiese molto tempo per essere completata.

Vi furono anche molte modifiche nell'architettura per rendere il SO più coerente e stabile. Apple affermò che il System 7 era solido come una roccia e che era un salto epocale rispetto alle versioni precedenti. Effettivamente il System 7 era un grande passo in avanti anche se molti utenti affermavano che la maggior stabilità era stata accompagnata da una maggior lentezza. I successivi aggiornamenti nel System 7 ridussero il problema della lentezza del SO rendendolo competitivo col System 6.
System 7.0 si diffuse rapidamente tra gli utenti Macintosh e divenne in breve tempo il requisito minimo per poter utilizzare il software Macintosh. Il System 7 rimase il requisito minimo fino all'arrivo del macOS, dato che le versioni successive del SO, il Mac OS 8 e il Mac OS 9 non apportarono le stesse modifiche sostanziali del System 7.
Gli sviluppatori del System 7 erano conosciuti come i  "blue meanies" (prevaricatori in blu). I Blue Meanies erano personaggi del film Yellow Submarine dei Beatles; il colore blu era associato al System 7 a causa di una precedente riunione strategica di Apple in cui vennero delineate le idee per i futuri sviluppi del sistema operativo: quelle che potevano essere realizzate per la versione successiva (la 7) vennero scritte su schede blu, mentre le modifiche più radicali vennero scritte su schede rosa e destinate al progetto Pink, poi divenuto Taligent. Nonostante il nome e le premesse il System 7 fu presentato con diversi anni di ritardo rispetto al piano iniziale di sviluppo.